# Медиазона

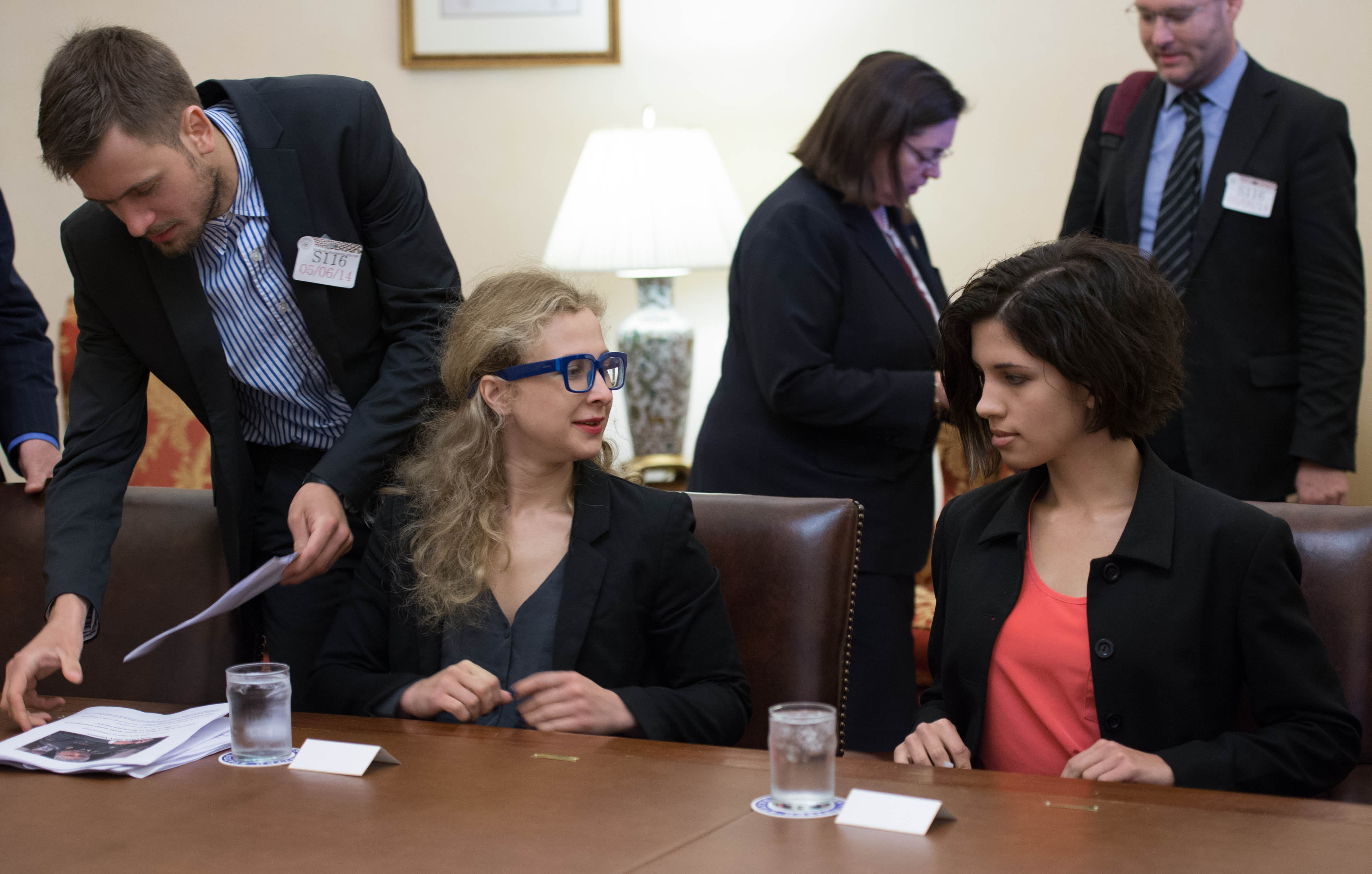
Засновники «Медиазоны» Марія Альохіна й Надія Толоконнікова

«Медиазона» — російське інтернет-ЗМІ, засноване Петром Верзіловим та двома членами російської панк-рок групи «Pussy Riot», Марією Альохіною й Надією Толоконніковою. Головний редактор — російський політичний журналіст Сергій Смірнов.
«Медиазона» акцентує увагу на судовій, правоохоронній і пенітенціарній системах у Росії. Інтернет-ЗМІ працює в партнерстві з правозахисною групою Альохіної й Толоконнікової «Зона права», яка займається захистом прав ув'язнених.

## Історія
Альохіна й Толоконнікова заснували інтернет-ЗМІ після виходу з місць позбавлення волі в 2013 році, тобто за майже два роки після того, як вони були засуджені за хуліганство, мотивоване релігійною ненавистю.
Учасниці групи були заарештовані після виступу, який вони назвали «панк-молебень», усередині московського храму Христа Спасителя 21 лютого 2012 року. У виставі учасники групи просили Діву Марію захистити Росію від Володимира Путіна, який був повторно обраний президентом Росії через кілька днів.
Альохіна й Толоконнікова заявили, що під час відбування покарання вони були піддані численним актам жорстокого ставлення. Толоконнікова розповіла про рабські умови, у тому числі про шиття поліцейської уніформи по 16 годин на день і про в'язнів, які понесли такі важкі обмороження, які призводили до ампутування кінцівок.
У відкритому листі вона писала:
|  | «На промзоні панує загрозливо нервова атмосфера. Не в змозі виспатися, змучені нескінченною погонею за виконанням негуманно величезної норми виготовлення зечки готові зірватися, кричати в голос, битися з нікчемних причин. Зовсім нещодавно юній дівчині пробили ножицями голову через те, що вона вчасно не здала штани. Інша днями намагалася собі проткнути ножівкою живіт. Її зупинили. |

## Основоположні принципи
Засновники «Медиазоны» зазначили, що окрім висвітлення російських судів, в'язниць і подібного, інтернет-ЗМІ було створене для заповнення порожнини, штучно створеної Кремлем методом репресій щодо незалежних медіа Росії.
Починаючи з 2014 року, у багатьох російських засобів масової інформації керівництво було змінене на більш дружнє для Кремля. Таким чином, залишалося лише декілька незалежних каналів і видань.

## Поточний стан
Толоконнікова заявила в 2016 році, що сайт має близько 2,2 мільйонів відвідувачів на місяць, що менше, ніж деякі інші російські незалежні ЗМІ, але Толоконнікова шукає способи розширити аудиторію. Наразі проект фінансується в основному краудфандингом, а також грантами та дотаціями від іноземних організацій.
З серпня 2020 року сайт «Медиазоны» є заблокованим в Білорусі.